# Уряд Мозамбіку
Уряд Мозамбіку — вищий орган виконавчої влади Мозамбіку.

## Голова уряду
- Прем'єр-міністр — Карлос Агостіно ду Росаріу (англ. Carlos Agostinho Do Rosario).

## Кабінет міністрів
Склад чинного уряду подано станом на 15 вересня 2016 року.
| Логотип | Міністерство                                                | Міністр                                                           | Фото | Час на посаді | Час на посаді | Партія | Партія | Вебсайт |
| ------- | ----------------------------------------------------------- | ----------------------------------------------------------------- | ---- | ------------- | ------------- | ------ | ------ | ------- |
|         | Міністерство внутрішніх справ                               | Жаймі Монтейру (Jaime Monteiro)                                   |      |               |               |        |        |         |
|         | Міністерство гендеру, дітей і соціального забезпечення      | Сідалія Мануель Чаукве Олівейра (Cidalia Manuel Chauque Oliveira) |      |               |               |        |        |         |
|         | Міністерство державної служби та адміністрування            | Кармеліта Ріта Намашулуа (Carmelita Rita Namashulua)              |      |               |               |        |        |         |
|         | Міністерство економіки і фінансів                           | Адріано Малеян (Adriano Maleiane)                                 |      |               |               |        |        |         |
|         | Міністерство земель, екології та сільського розвитку        | Сельсо Коррея (Celso Correia)                                     |      |               |               |        |        |         |
|         | Міністерство закордонних справ                              | Ольдеміру Жуліу Маркес Балой (Oldemiro Julio Marques Baloi)       |      |               |               |        |        |         |
|         | Міністерство комунальних служб, житла і водних ресурсів     | Карлос Бонето Мартіно (Carlos Bonete Martinho)                    |      |               |               |        |        |         |
|         | Міністерство культури і туризму                             | Сільва Дундуру (Silva Dunduru)                                    |      |               |               |        |        |         |
|         | Міністерство молоді та спорту                               | Альберто Нкутумула (Alberto Nkutumula)                            |      |               |               |        |        |         |
|         | Міністерство моря, внутрішніх вод і риболовлі               | Агостіньо Мондлен (Agostinho Mondlane)                            |      |               |               |        |        |         |
|         | Міністерство мінеральних ресурсів та енергетики             | Педро Куто (Pedro Couto)                                          |      |               |               |        |        |         |
|         | Міністерство науки, технології, вищої та професійної освіти | Хорхе Пенісела Нхамбію (Jorge Penicela Nhambiu)                   |      |               |               |        |        |         |
|         | Міністерство оборони                                        | Атанасіо Нтумуке (Atanasio Ntumuke)                               |      |               |               |        |        |         |
|         | Міністерство освіти і розвитку людських ресурсів            | Луїс Феррао (Luis Ferrao)                                         |      |               |               |        |        |         |
|         | Міністерство охорони здоров'я                               | Назіра Карімо Валі Абдула (Nazira Karimo Vali Abdula)             |      |               |               |        |        |         |
|         | Міністерство праці, зайнятості і соціальної безпеки         | Віторія Діаш Діогу (Vitoria Dias Diogo)                           |      |               |               |        |        |         |
|         | Міністерство сільського господарства і продовольчої безпеки | Хосе Кондугуа Антоніо Пачеко (Jose Condugua Antonio Pacheco)      |      |               |               |        |        |         |
|         | Міністерство торгівлі та промисловості                      | Ернесту Тонела (Ernesto Tonela)                                   |      |               |               |        |        |         |
|         | Міністерство транспорту і зв'язку                           | Карлос Мескуїта (Carlos Mesquita)                                 |      |               |               |        |        |         |
|         | Міністерство у справах ветеранів                            | Евсебіо Ламбо Гумбіва (Eusebio Lambo Gumbiwa)                     |      |               |               |        |        |         |
|         | Міністерство юстиції та у справах конституції та релігії    | Абдурріман Ліно ді Альмейда (Abdurremane Lino de Almeida)         |      |               |               |        |        |         |